# Андрес Прієто (чилійський футболіст)
Андрес Прієто Уррехола (ісп. Andrés Prieto Urrejola, 19 грудня 1928 — 25 вересня 2022) — чилійський футболіст, що грав на позиції нападника, зокрема, за клуб «Універсідад Католіка», а також національну збірну Чилі. По завершенні ігрової кар'єри — тренер.
Дворазовий чемпіон Чилі (як гравець і як тренер). Дворазовий чемпіон Аргентини (як тренер). Чемпіон Уругваю (як тренер).

## Клубна кар'єра
У футболі дебютував 1947 року виступами за команду «Універсідад Католіка», в якій провів п'ять сезонів.
Згодом з 1952 по 1955 рік грав у складі команд «Депортіво Васко» та «Еспаньйол».
Завершив професійну ігрову кар'єру у клубі «Універсідад Католіка», у складі якого вже виступав раніше. Прийшов до команди 1955 року, захищав її кольори до припинення виступів на професійному рівні у 1957.

## Виступи за збірну
1947 року дебютував в офіційних матчах у складі національної збірної Чилі. Протягом кар'єри у національній команді, яка тривала 11 років, провів у її формі 16 матчів, забивши 8 голів.
У складі збірної був учасником чотирьох чемпіонатів Південної Америки: 1947 року в Еквадорі і 1949 року у Бразилії.
У складі збірної був учасником чемпіонату світу 1950 року у Бразилії, де зіграв з Іспанією (0-2) і США (5-2).

## Кар'єра тренера
Розпочав тренерську кар'єру, повернувшись до футболу після невеликої перерви, 1962 року, очоливши тренерський штаб клубу «Сан-Луїс де Кільота».
1963 року став головним тренером команди «Універсідад Католіка», тренував команду із Сантьяго три роки.
Згодом протягом 1966—1967 років очолював тренерський штаб клубу «Коло-Коло».
1967 року прийняв пропозицію попрацювати у клубі «Америка». Залишив команду з Мехіко 1967 року.
Протягом одного року, починаючи з 1971, був головним тренером команди «Велес Сарсфілд».
1972 року був запрошений керівництвом клубу «Сан-Лоренсо» очолити його команду, з якою пропрацював один рік.
У 1976 році очолював тренерський штаб команди «Дефенсор Спортінг».
1980 року став головним тренером команди «Універсідад Католіка», тренував команду із Сантьяго один рік.
Протягом тренерської кар'єри також очолював клуби «Уніон Еспаньйола», «Уачіпато», «Платенсе» (Вісенте-Лопес), «Ліверпуль» (Монтевідео), «Кобрелоа», «Депортес Ікіке», «Уніон Сан-Феліпе», «Реал Санта Крус» та «Болівар».
Наразі останнім місцем тренерської роботи був клуб «Кобрелоа», головним тренером команди якого Андрес Прієто був з 1989 по 1990 рік.

## Титули і досягнення

### Як гравця
- Чемпіон Чилі (1):

«Універсідад Католіка»: 1949

### Як тренера
- Чемпіон Чилі (1):

«Універсідад Католіка»: 1966
- Чемпіон Аргентини (2):

«Сан-Лоренсо»: 1972 (Метрополітано), 1972 (Насьональ)
- Чемпіон Уругваю (1):

«Дефенсор Спортінг»: 1976